# Берни, Венеция
Вене́ция Катари́на Ду́глас Бе́рни (англ. Venetia Katharine Douglas Burney, в замужестве Фэйр [Phair], 11 июля 1918 — 30 апреля 2009) — девочка, которая придумала имя карликовой планете Плутон.

## Биография
Плутон был открыт в 1930 году, когда Венеции было 11 лет. Открытие сопровождалось дискуссией, как следует назвать планету. Дед Венеции, Фэлконер Мейдан (1851—1935), был библиотекарем Оксфордского университета. Он следил за дискуссией и 14 марта 1930 года рассказал об открытии планеты своей внучке, показав ей статью из свежей The Times и между делом поинтересовавшись, как бы она назвала планету на месте учёных. Девочка ответила, что раз планета такая далёкая и холодная, то её нужно назвать «Плутон», в честь римского бога подземного царства. Ответ так понравился деду, что он рассказал о нём своему другу, профессору астрономии Оксфордского университета — Герберту Холлу Тёрнеру, который пообещал донести предложение Венеции до работников Лоуэлловской обсерватории, где была открыта планета.
Название было утверждено и обнародовано обсерваторией 1 мая 1930 года, после чего дедушка наградил свою внучку банкнотой в 5 фунтов.
Венеция Берни (Фэйр) работала школьной учительницей, в 1947 году вступила в брак, в котором родила сына. Преподавала экономику и математику. Жила в городе Эпсом к югу от Лондона. Во время дебатов, происходивших в 2006 году относительно переклассификации Плутона в карликовую планету, 87-летняя Берни заявила в интервью: «В моём возрасте мне почти всё равно, но, думаю, я предпочла бы, чтобы он оставался планетой».

## Память
В честь Венеции назван астероид (6235) Берни, кратер Берни на Плутоне (название утверждено МАС 7 сентября 2017 года), а также инструмент Venetia Burney Student Dust Counter на борту космической станции «Новые горизонты», направленной к Плутону.